# Улица Рейди
У́лица Ре́йди, также Рейди-теэ и Рейди теэ (эст. Reidi tee, с эст. — Рейдовая) — улица в Таллине, столице Эстонии. 

## География
Пролегает в микрорайонах Кадриорг и Садама городского района Кесклинн. Начинается у перекрёстка улиц Ахтри, Йыэ, Лоотси и Туукри, идёт на северо-восток, пересекается с улицами Полдри, Уус-Садама, Петроолеуми и Пикксилма, затем идёт вдоль берега Таллинского залива до Нарвского шоссе, на перекрёстке с которым заканчивается недалеко от памятника броненосцу «Русалка».
Протяжённость улицы — около 1900 метров.

## История
Улица получила своё название 28 октября 2009 года. Название дано из-за её расположения у Таллинского рейда. Открыта для движения 29 ноября 2019 года.
Целью прокладки улицы Рейди была необходимость убрать пустыри и открыть город морю, одновременно c этим решив проблемы транспорта в центре города. Обсуждение проекта шло десять лет, но планы строительства новой улицы вызвали протесты как жителей микрорайона Кадриорг, так и нескольких общественных организаций. В прессе и на уровне городской власти развернулось широкое обсуждение данной темы. По жалобе НКО «Roheline Liikumine» («Зелёное движение») суд даже отменил разрешение на строительство улицы, однако проведённый летом 2017 года телефонный опрос показал, что за прокладку новой улицы выступают 54 % жителей Таллина, после чего городские власти и активисты общества «Merelinna kaitseks» («В защиту морского города») подписали меморандум из 16 пунктов, касающийся проекта улицы Рейди.
Улицу Рейди планировалось построить к 100-летию Эстонской Республики, но строительство было начато позже первоначально установленного срока и не было завершено к юбилею. Общая стоимость работ составила около 40,8 млн евро.
Житель таллинского района Кесклинн, доктор экономических наук Вяйно Раянгу (Väino Rajangu) написал книгу «История строительства улицы Рейди» (ориг. — «Reide tee ehtuslugu»), в которой он описал историческое развитие окружающей улицу территории и то, как она получила современный облик.

### Корабельные останки
В ходе строительства улицы Рейди эстонские археологи сделали 17 шурфов в местах предполагаемого нахождения корабельных останков, при этом, однако, ничего обнаружено не было. Но в 2019 году при возведении берегового укрепления рядом с улицей Рейди из-под земли обнажились останки старинного корабля, о существовании которых ранее не было известно. Они относятся к эпохе огнестрельного оружия или, по крайней мере, к средневековью, так как там же была найдена мушкетная пуля.
В начале 2021 года на строительной площадке были также обнаружены останки торгового корабля XVIII века. Корабль затонул или был затоплен неподалеку от Таллинского порта. После соответствующих измерений найденный остов распилили, и отпиленную часть положили рядом с основной, затем эти останки были вновь захоронены. Образцы деревянных частей были отправлены в Тарту на исследование.
Ранее корабельные останки уже находили в окрестностях улицы Рейди: в 2015 году в ходе строительных работ в районе пересечения улиц Пикксилма и Туукри открылись останки двух, а в 2017 году на грунте Кийкри 2 — четырёх затонувших кораблей. Недалеко от конца улицы Пикксильма в море находится затонувший корабль «Тверь» и рядом с ним ещё один неизвестный корабль. «Тверь» — деревянный парусник, построенный в 1841 году в Архангельске как военно-транспортный корабль и служивший в составе Балтийского флота Российской империи. Корабль был разрушен сильным штормом в 1852 году и выброшен на берег Кадриорга.

## Общественный транспорт
По улице курсируют городские автобусы маршрутов № 8 и 66.

## Застройка
По состоянию на начало 2022 года все здания, расположенные вдоль улицы, были построены до 2020 года и практически все имели регистровый адрес близрасположенных улиц: Кийкри, Петроолеуми, Лоотси, Уус-Садама и др.. Вдоль конечной части улицы идёт морской променад, рядом с которым установлены детские площадки и множество  сооружений для активного времяпрепровождения, созданы парковые зоны с местами для отдыха и проложены велосипедные дорожки.

Улица Рейди-теэ
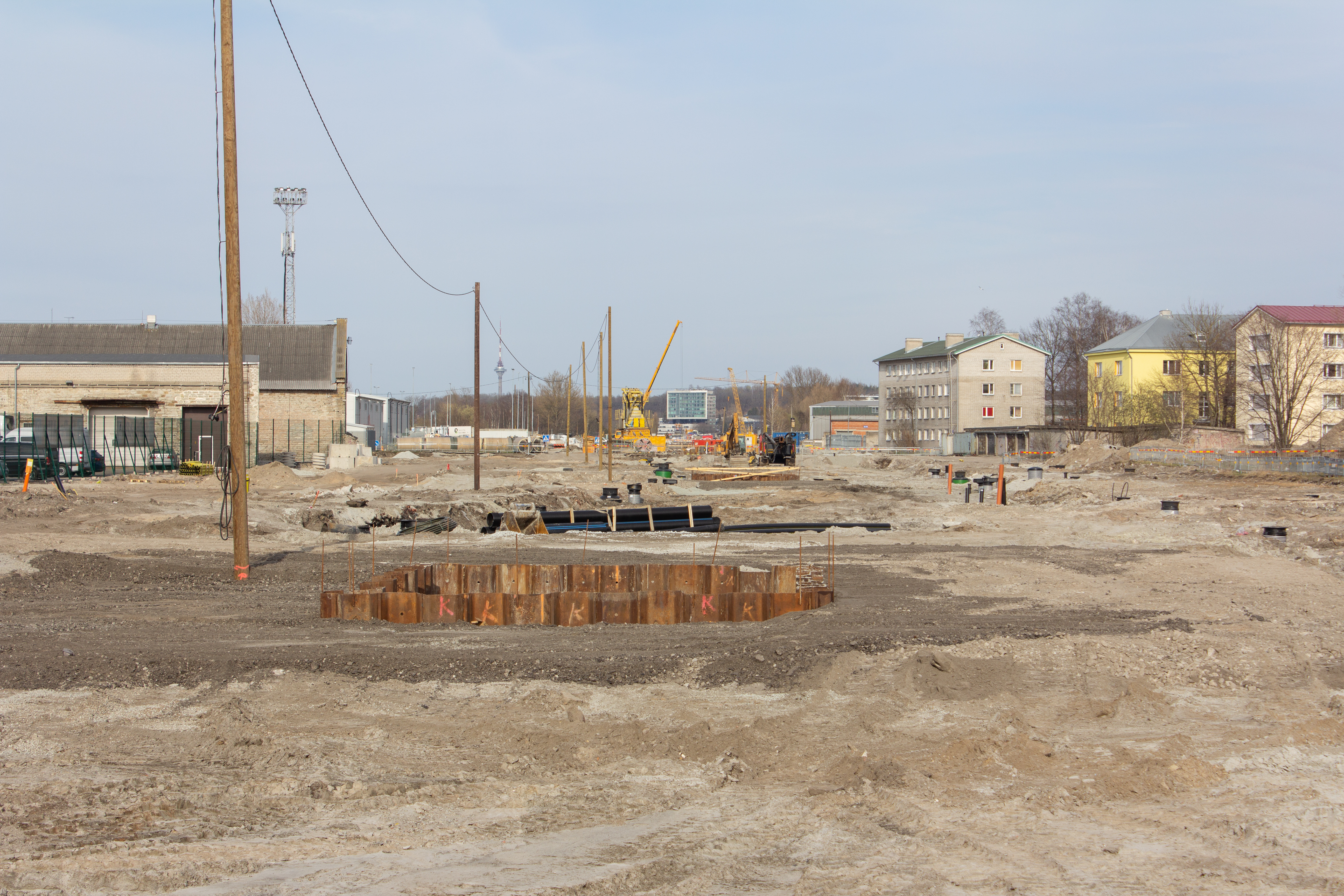
Строительство улицы, апрель 2019 года
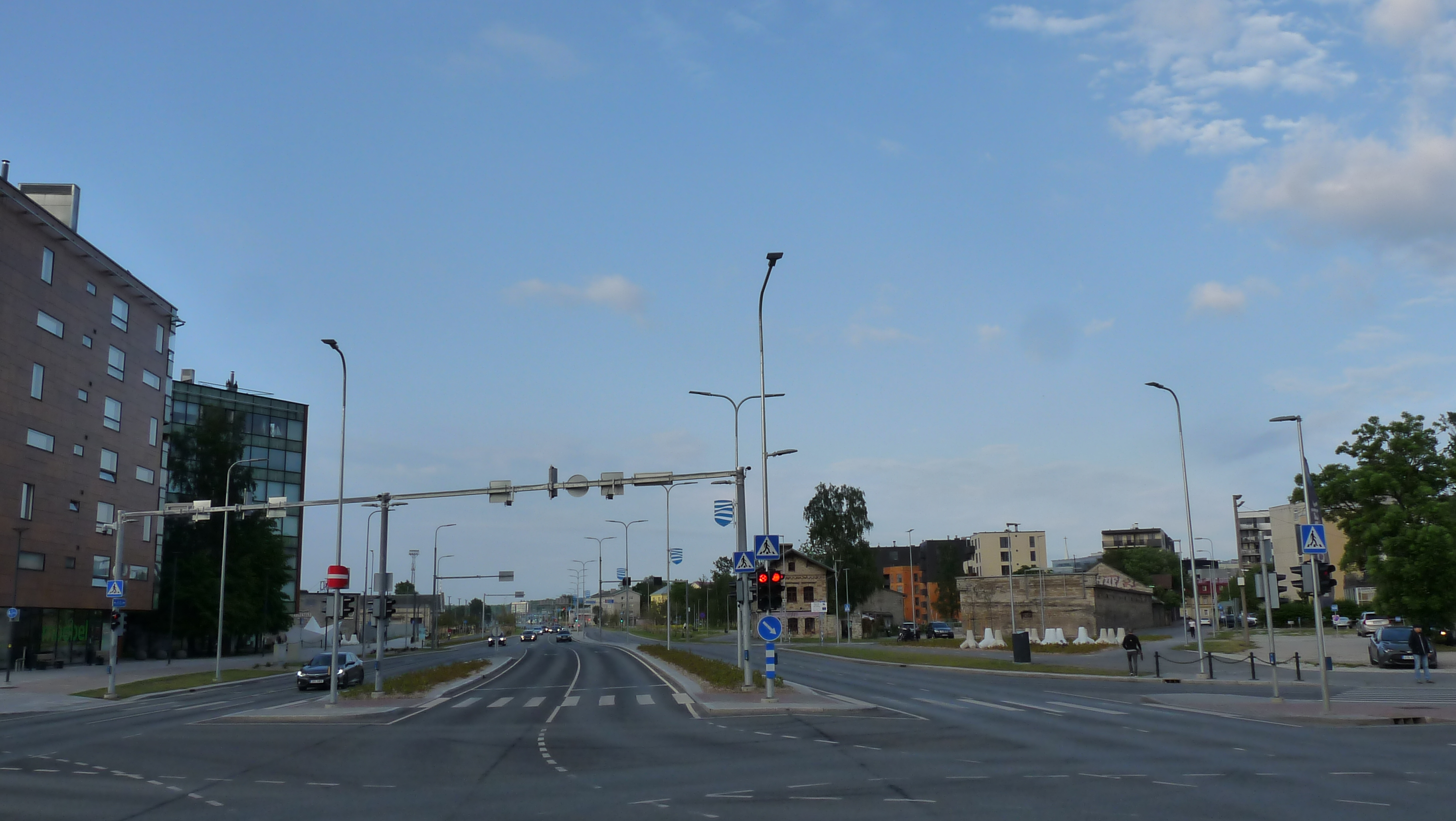
Начало улицы
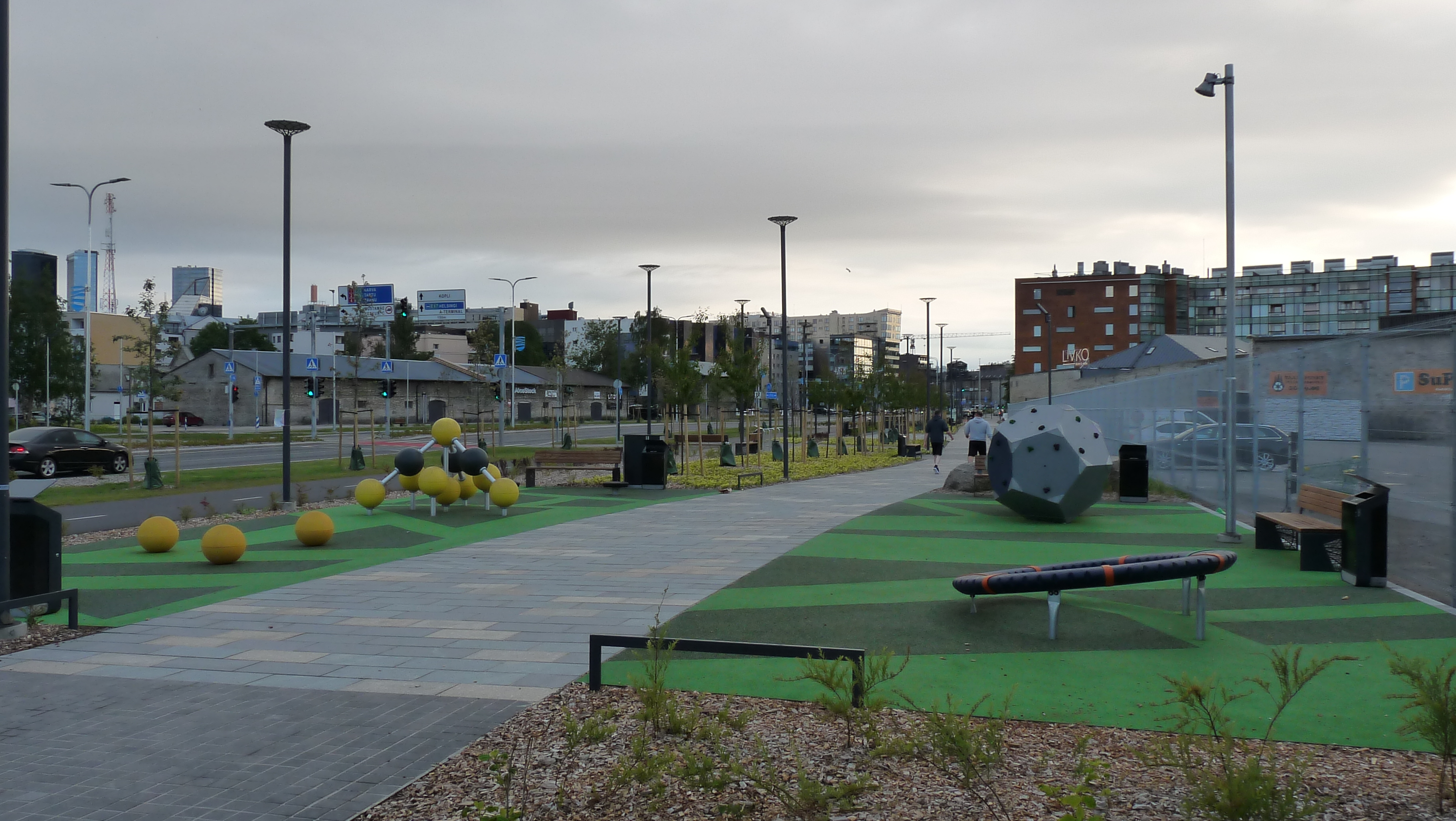
Одна из игровых площадок рядом с улицей
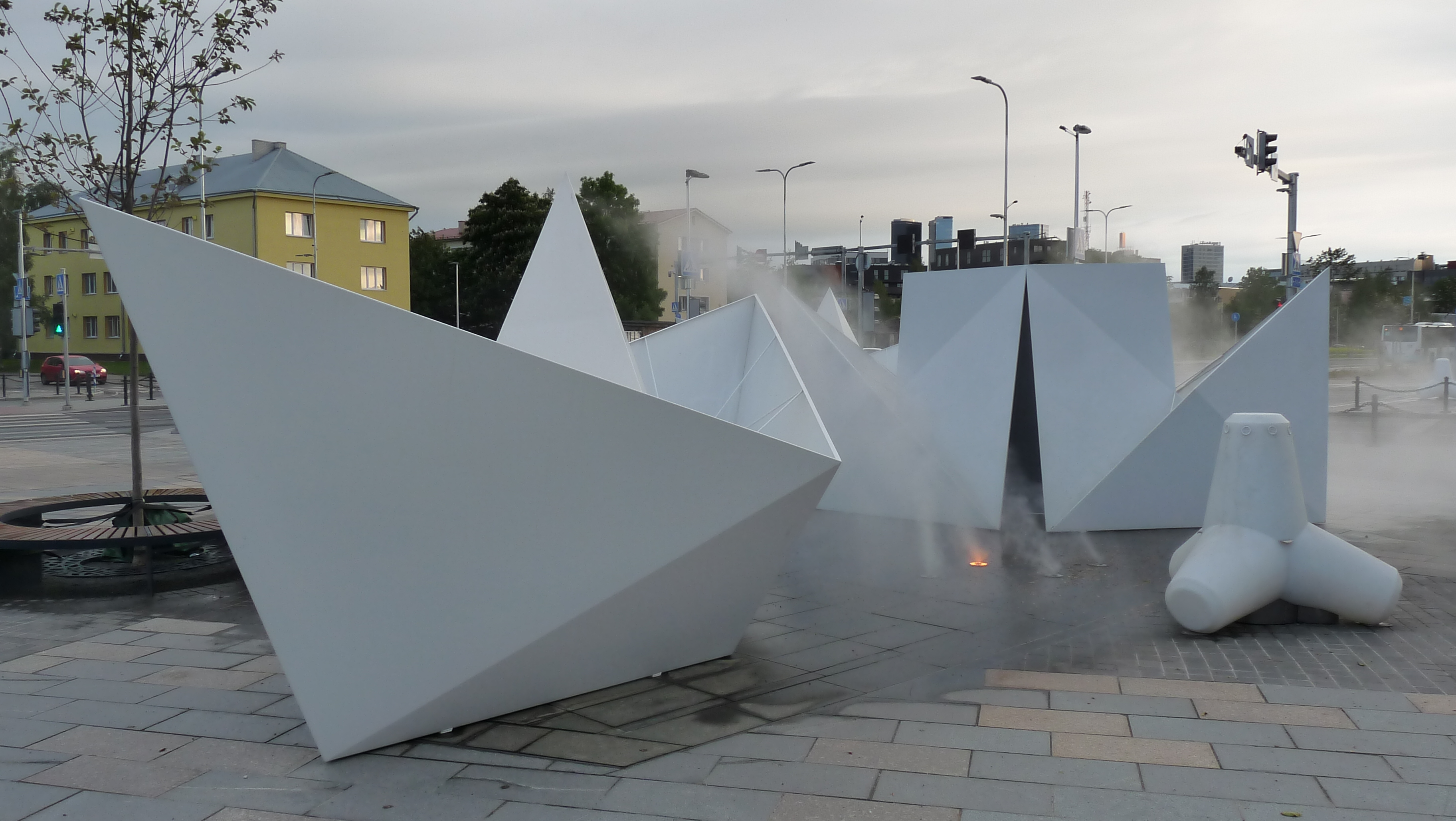
Уличные скульптуры рядом с улицей
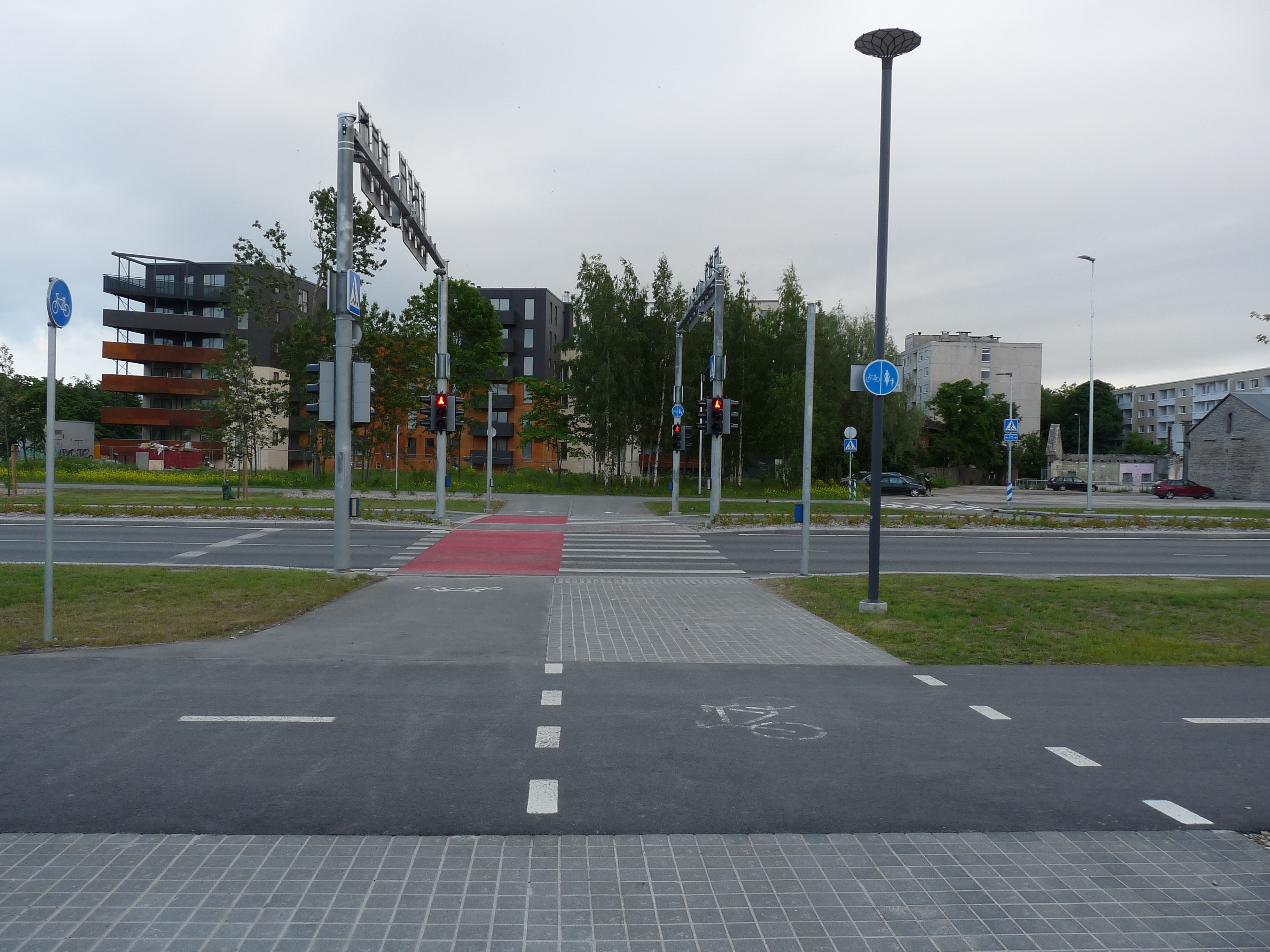
Пешеходный переход возле улицы Полдри, слева дома жилого квартала «Уус-Холланди»
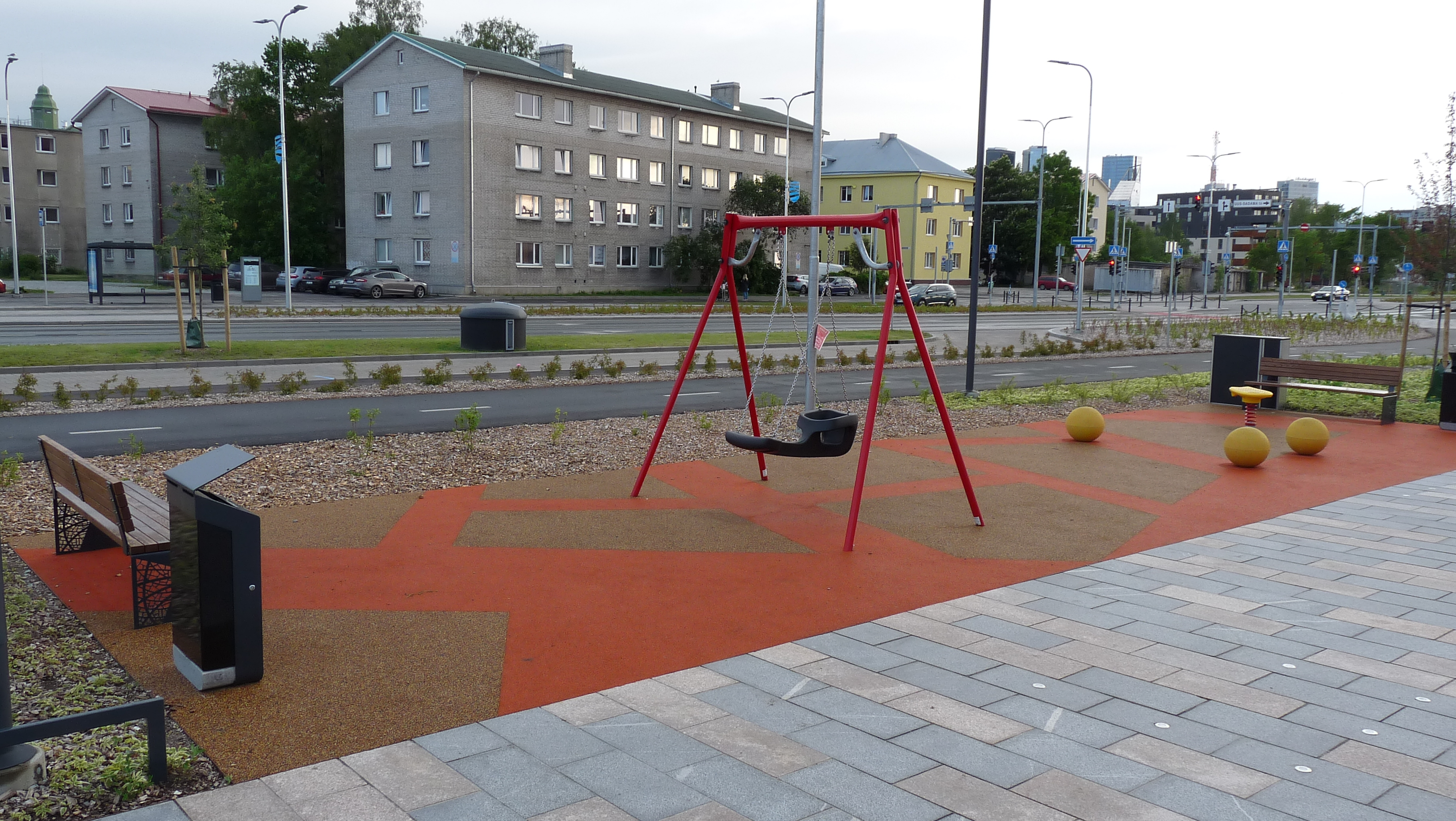
Игровая площадка, на заднем плане — жилые дома по улице Уус-Садама
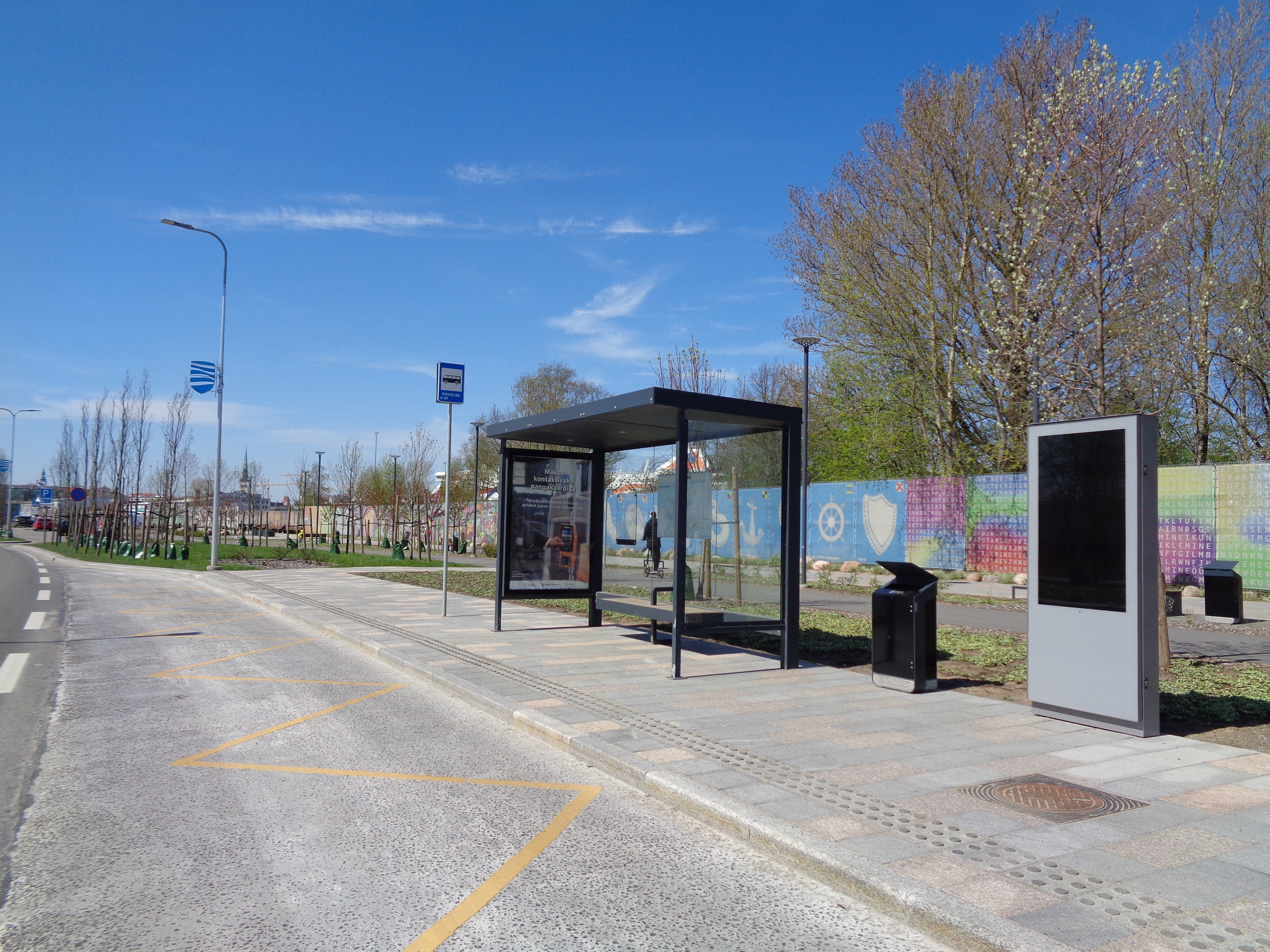
Остановка «Pikksilma» рядом с улицей Пикксилма
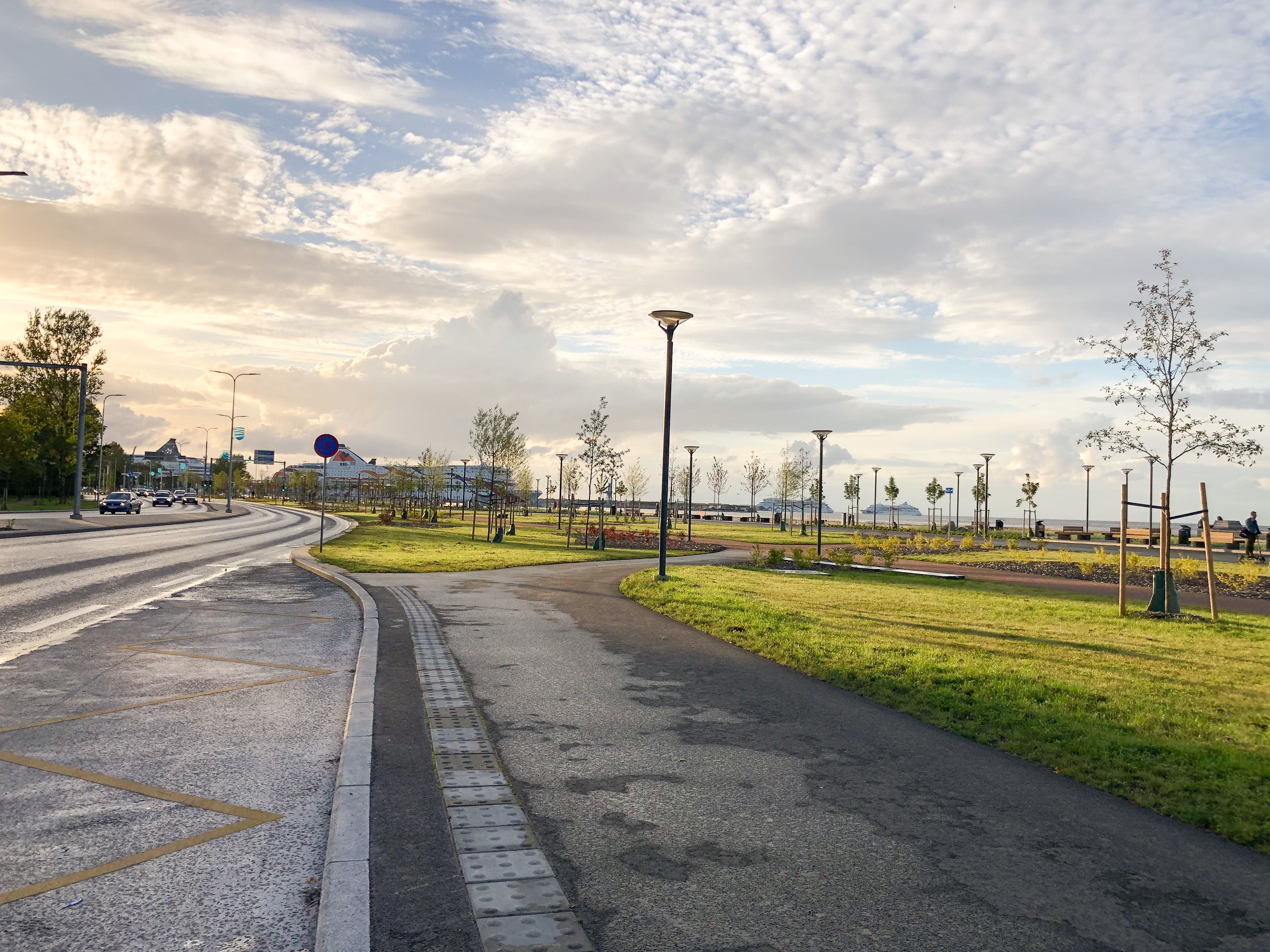
Морской променад вдоль улицы
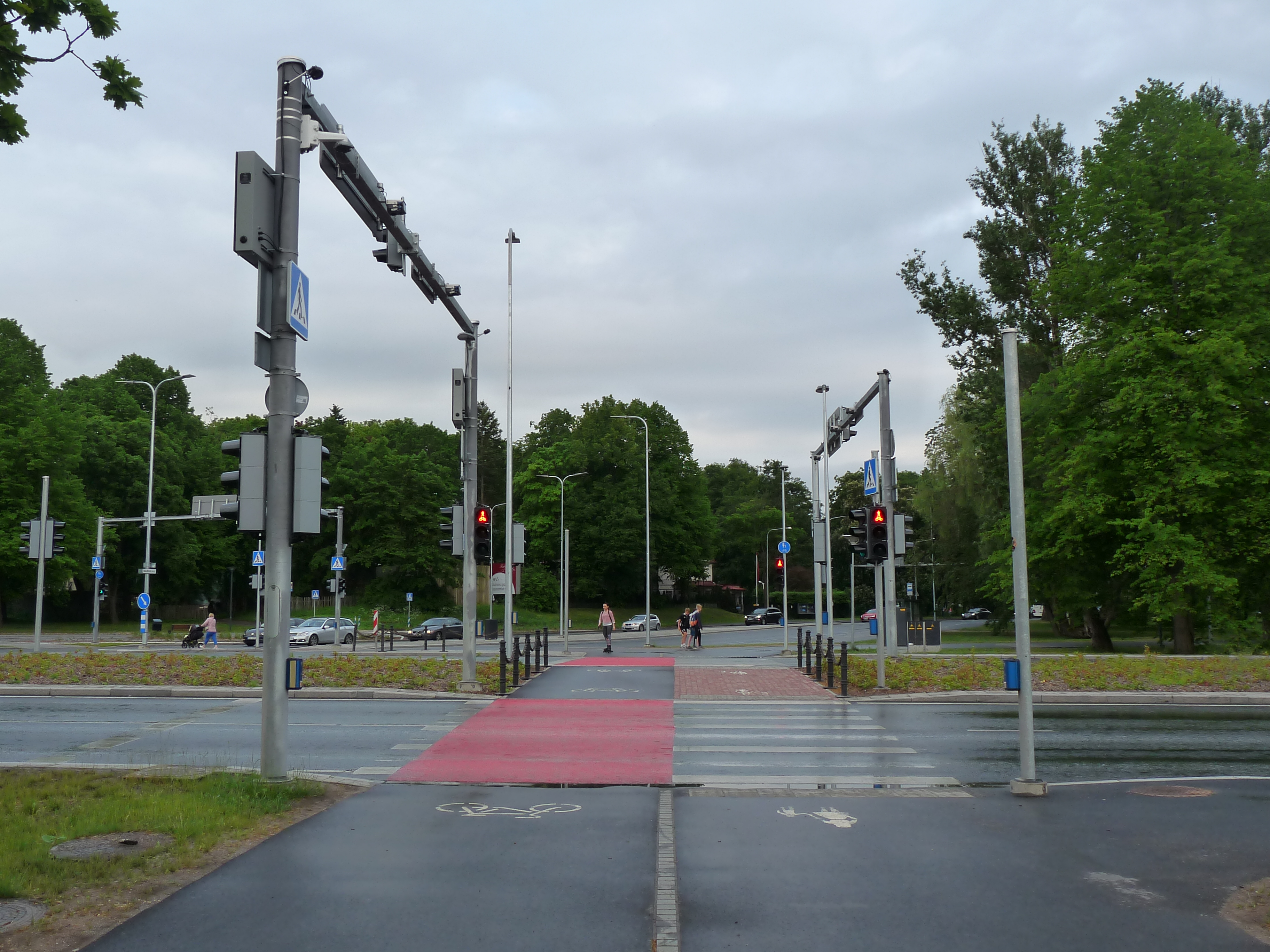
Пешеходный переход и велосипедная дорожка в конце улицы